# Marcello Castellini
Marcello Castellini (ur. 2 stycznia 1973 w Perugii) – włoski piłkarz, występujący na pozycji obrońcy.

## Kariera klubowa
Castellini profesjonalną karierę rozpoczynał w 1990 roku, w AC Perugii. Niewiele grał tam w pierwszym składzie, na boisko wchodząc głównie z ławki rezerwowych. Dlatego w 1994 roku odszedł do AC Parmy. Przez dwa lata w barwach Ducali wystąpił 17 razy. W pierwszym sezonie wraz z tym klubem zajął trzecie miejsca w lidze, a w kolejnym szóste. Zagrał także dwukrotnie w Pucharze UEFA. W 1995 został zwycięzcą tych rozgrywek, a rok później zakończył je na ćwierćfinale. 
W 1996 postanowił powrócić do Perugii, która była wtedy beniaminkiem Serie A. Na koniec sezonu jego klub zajął szesnaste miejsce w lidze i powrócił do Serie B. Wówczas Castellini został kupiony przez Sampdorię. Z nową drużyną występował w Pucharze UEFA, a rok później w Pucharze Intertoto. Zimą 1999 na rok wypożyczono go do Empoli FC. W tym czasie Sampdoria spadła do drugiej ligi i po zakończeniu okresu wypożyczenia, Castellini stał się podstawowym zawodnikiem wyjściowej jedenastki tej ekipy. 
Później był zawodnikiem Bologny FC. W ciągu trzech sezonów rozegrał tam 86 ligowych spotkań. Latem 2003 roku podpisał trzyletni kontrakt z AC Parmą. Jednak już po zakończeniu sezonu za 800 tysięcy euro został sprzedany do Sampdorii, której barwy wcześniej reprezentował. Po dwóch latach powrócił do Bologny, której w 2008 pomógł w wywalczeniu awansu do Serie A. W czerwcu 2009 roku kontrakt Castellini z Bologną wygasł, po czym zakończył karierę.
W Serie A rozegrał 279 spotkań i zdobył cztery bramki.

## Kariera reprezentacyjna
Castellini rozegrał jedno spotkanie w reprezentacji Włoch. Był to mecz przeciwko Rumunii, który odbył się w 16 listopada 2003 roku.